# Анджей Ольшовський
Анджей Ольшовський гербу Прус ІІ (нар. 27 січня 1621, Ольшова — пом. 29 серпня 1677, Ґданськ) — римсько-католицький і державний діяч, дипломат, політичний оратор і письменник Речі Посполитої, Хелмінський єпископ (1661—1674), архієпископ Ґнєзненський і Примас Польщі та Литви (1674—1677); референдар коронний (1660—1661), підканцлер коронний (1666—1676).

## Життєпис
Анджей Ольшовський народився 27 січня 1621 року в Ольшовій. Походив із заможної шляхетської родини, котра, однак, лише у особі його батька здобула сенаторське крісло. Анджей був четвертим сином Валер'яна Ольшовського (1587–1650), на той час підкоморія венденського, пізніше каштеляна спицимезького, онука Анджея Фрича Моджевського, і Зофії з Дуніних. Мав братів Єроніма, Миколая, Кшиштофа та Зиґмунта і сестер Зофію, Катажину й Анну. Імовірно ще у дитинстві батьки визначили для нього подальшу священницьку кар'єру. Навчався у колегіумі єзуїтів у Каліші, потім з 1636 року Академії Краківській. Після закінчення навчання залишився жити у свого двоюрідного дядька, каноніка ґнєзненського Миколая Конецпольського, де готувався до духовного сану та, імовірно, прийняв посвячення меншого священника.
1642 року Конецпольський призначив Ольшовського своїм коад'ютором. Того ж року батько відправив його на навчання до Італії, де він протягом 1643—1645 років навчався в Римському університеті ла Сап'єнца, отримав ступінь доктора обох прав і магістра теології. У Римі Анджей прийняв посвячення священника, а також у квітні 1644 року, після відставки Конєцпольського, став каноніком ґнєзненським. Він також відвідав Падую, Неаполь i Мілан. Після короткого перебування у Франції, на початку 1646 року він повернувся до Польщі у складі свити нової дружини Владислава IV, королеви Людвіки Марії.
Після повернення до батьківщини, за допомогою Анджея Тшебіцького, канцлера примаса Мацея Лубенського, Ольшовський опинився при дворі останнього. 1648 року, після переходу Тшебіцького до королівського двору, він став канцлером примаса. 1652 року, після смерті примаса Лубенського, він сам, слідом за своїм колишнім протектором, перейшов до королівського двору, де завдяки підтримці королеви зробив кар'єру. Розпочав роботу у королівській канцелярії королівським секретарем.
Під час потопу Ольшовський перебував разом із королем Яном Казимиром у Сілезії. Протягом 1657—1667 років був пробстом катедральної капітули у Познані. 1657 року став регентом королівської канцелярії. 1659 року став каноніком краківським, пізніше — деканом краківським. Переломним у кар'єрі Ольшовського став 1658 рік, коли з ініціативи королеви його було відправлено у посольство на елекцію імператора Священної Римської імперії до Франкфурта-на-Майні, де він подав скаргу на поведінку австрійських союзних військ у Польщі. Восени 1659 року їздив також послом до Відня, де обговорювався вихід австрійських військ із Речі Посполитої. Ці посольства, незважаючи на їхні скромні результати, продемонстрували профранцузьку позицію польського двору та показали дипломатичний талант Ольшовського.
Він був нагороджений за вірність двору на початку 1660 року, коли отримав уряд референдаря коронного, який обіймав до лютого 1661 року. Ймовірно, він приєднався до близького кола соратників королеви Людвіки Марії, які мали на меті впровадження системних реформ. 23 лютого 1661 року король призначив його Хелмінським єпископом. Вибір був затверджений папою Олександром VII 8 серпня того ж року, а 2 лютого 1662 року Ольшовський прийняв управління дієцезією. Єпископське освячення отримав з рук єпископа краківського Анджея Тшебіцького у колегіаті варшавській. Як єпископ хелмінський займався відбудовою знищеної під час війни дієцезії й оживленням релігійного життя. Він сприяв відбудові кількох святинь, відібрав від протестантів костел святого Якова у Торуні (1667) і передав його бенедиктинцям, підтримував місії, очолювані єзуїтами, у Торуні відновив процесію на Свято Тіла і Крові Христових, 17 квітня 1665 року створив у капітулі пребенду каноніка-пенітенціарія. Протягом 1667—1672 років за його наказом канонік Ян Людвік Стшеш здійснив дуже ретельну канонічну візитацію дієцезії.
1667 року Ольшовський був членом Коронного Скарбового Трибуналу. У сенаті він несподівано для всіх не підтримав плани реформування королівського двору, представлені на сеймах 1661 і 1662 років. Натомість, 1664 року під час осіннього сейму він захищав звинуваченого у зраді маршалка Єжи Себастьяна Любомирського. Протягом рокошу Любомирського він не відігравав важливої ролі, відійшовши в тінь, а потім поїхав до Шварцбаху біля Майнца на лікування. Відмова короля від планів реформ дозволила йому продовжити кар'єру. Після повернення до країни наприкінці 1666 року отримав меншу печатку підканцлера коронного, на цьому уряді перебував до березня 1676 року.
На абдикаційному сеймі 16 вересня 1668 року підписав акт, що підтверджував абдикацію Яна Казимира. Був членом генеральної конфедерації на конвокаційному сеймі 1668 року. Підтримував спочатку кандидатуру французького принца Конде на польський трон, потім він вирішив обрати поляка — «П'яста» і був головним архітектором вибору королем Михайла Корибута Вишневецького. Це знайшло відображення у розповсюдженій брошурі Ольшовського «Censura candidatorum skeptri Polonici». Після обрання короля підписав його pacta conventa під час елекції 1669 року. Був депутатом від Сенату до військової ради при королеві 1673 року.
Ольшовський став надійним співробітником короля, був ініціатором його одруження з Елеонорою Марією Юзефою, сестрою імператора Леопольда І, вів переговори з посланцями імператора і сам здійснив успішну місію до Відня. У внутрішніх справах виступав за реформу порядку проведення сеймів. У зовнішній політиці, якою фактично керував, він постійно виступав проти бранденбурзького курфюрста Фрідріха-Вільгельма і був прихильником схиляння Московського царства до спільної боротьби з Османською імперією. Посварившись із найближчим королівським оточенням, він піддався жорстоким нападкам, серед інших з боку канцлера литовського Кшиштофа Зиґмунта Паца та примаса Миколая Пражмовського.
На початку 1670 року королівський двір, де ключову роль відігравав Анджей Ольшовський, рішуче відкинув переважну більшість пропозицій, представлених українським гетьманом Петром Дорошенком. Пропонувалося лише, щоб суперечки між селянами та панами і козаками, між уніатами та православними християнами розглядалися у Коронному Трибуналі. 1672 року в умовах посилення турецької небезпеки та зірвання обох сеймів того року підканцлер намагався налагодити тіснішу співпрацю з великим гетьманом коронним Яном Собеським. Хоча Ольшовський і брав участь у нарадах Ґолембської конфедерації шляхти, але намагався пом'якшити їхні виступи. Він супроводжував короля в дорозі до війська на Русь, був з ним під час його хвороби та смерті (1673).

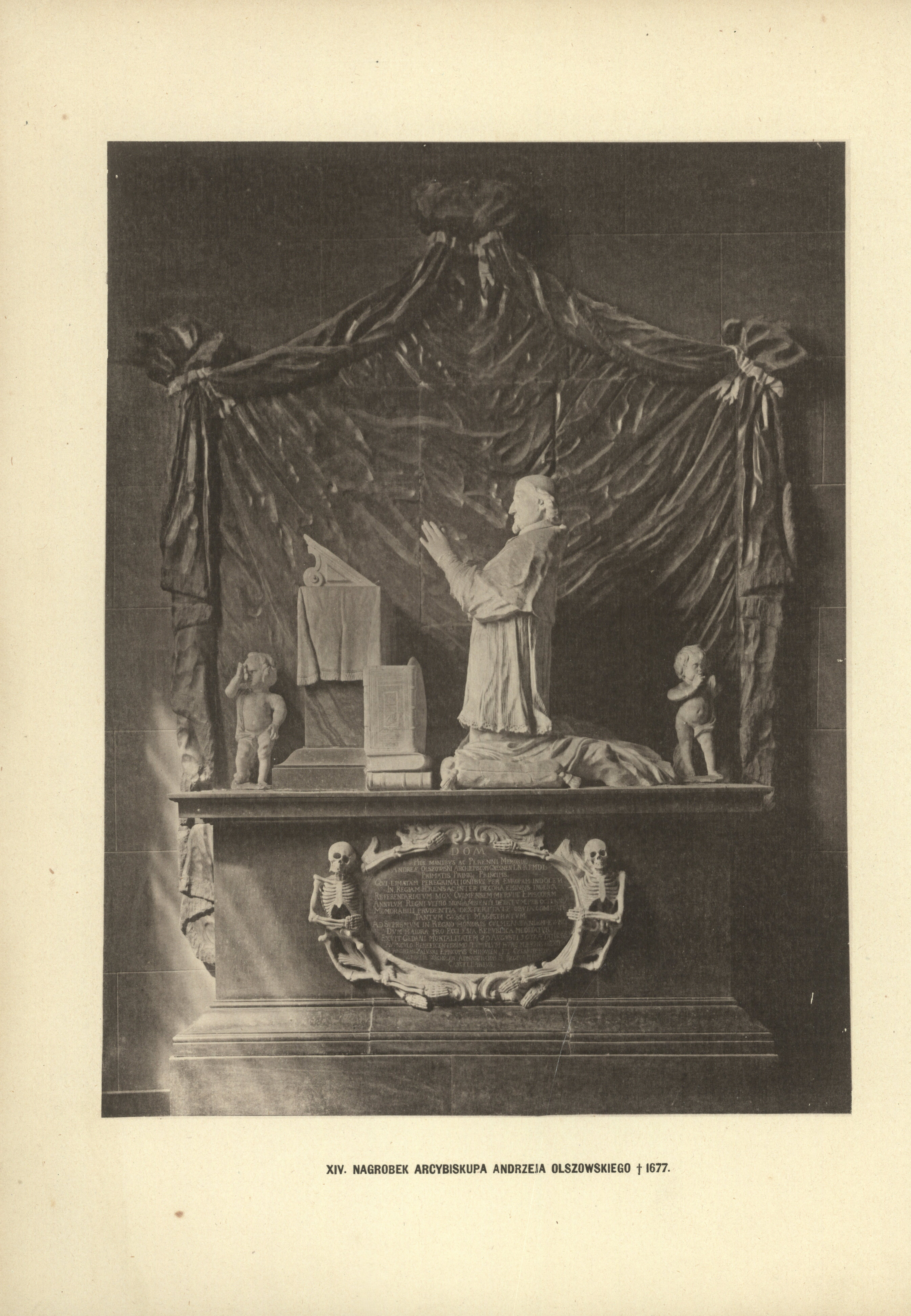
Зображення надгробку примаса Анджея Ольшовського у книзі Ignacy Polkowski, Katedra Gnieźnieńska, Gniezno: nakładem autora, 1874.

Ольшовський був членом генеральної конфедерації на конвокаційному сеймі 1674 року. Був електором Яна Собеського від Хелмінського воєводства, підписав його pacta conventa. На початку правління новообраного короля здійснював великий вплив на його політику. Король номінував його у червні 1674 року на архієпископа Ґнєзненського. Урочистий інгрес до собору відбувся 19 жовтня 1675 року. Роком пізніше примас очолив церемонію похорону польських монархів — Яна Казимира та Михайла Корибута Вишневецького, а 2 лютого 1676 року коронував на Вавелі Яна Собеського.
1677 року Ольшовський супроводжував короля у його поїздці до Королівської Пруссії та Ґданська. Під час цієї подорожі примас помер 29 серпня 1677 року у Ґданську, був похований у Ґнєзненській катедрі у каплиці Ольшовського (святого Андрія), де знаходиться його надгробок із зображенням фігури схиленого у поклоні примаса. Фундатором останнього 1678 року був майбутній єпископ Андрій-Хризостом Залуський, племінник Ольшовського; а створив його протягом 1677–1678 років ґданський різьбяр Ганс Мікаель Ґокгеллер.

## Меценатство
У своєму заповіті Анджей Ольшовський 80 тисяч злотих заповів на будівництво католицької святині у протестантському Ґданську. За ті кошти була збудована Королівська каплиця. Він був також великим книголюбом накопичив цінну бібліотеку. Після смерті примаса, згідно з його заповітом, вона частково була передана Краківській академії, частково — приватній книгозбірні єпископа Анджея Хризостома Залуського; врешті зібрані книги нащадками останнього склали ядро Бібліотеки Залуських, відкритої 1747 року в палаці Даниловичів як першої публічної бібліотеки в Польщі. Ольшовський вирішив фінансово підтримати проект модернізації бібліотеки Краківської академії, створив фундацію в розмірі 10 000 злотих, закладену на маєтності Рудники біля Велюня, яке належало його брату Єроніму, із зобов'язанням сплачувати бібліотеці 500 злотих на рік. Меценатство над Ягеллонською бібліотекою зробило Ольшовського її видатним благодійником. Повторне відкриття бібліотеки 13 травня 1671 року завдяки фундації Ольшовського було настільки важливою подією, що призвело до створення численних похвал благодійнику та багатьох панегіричних творів. Також, єпископ відіграв важливу роль у житті та творчості видатного тогочасного поета, письменника та історика Веспасіана Коховського, адже останній працював у канцлеярії під керівництвом Ольшовського, підканцлер матеріально його підтримував і допомагав у видавництві його творів.

## Творчість
Анджей Ольшовський був обдарованим письменником, який вільно й однаково майстерно володів як латинською, так і польською мовами. Він був самобутньою творчою особистістю, видатним інтелектуалом; також він був прекрасним оратором — його промови були взірцевими, створені на основі письменницького таланту та досконалого володіння мистецтвом риторики.
Велику частину літературної спадщини Анджея Ольшовського становлять листи, написані у тісному зв'язку з політичними, громадськими та приватними подіями, у яких він брав участь як державний чиновник (підканцлер, примас). Письменник висловлювався з різних питань: посольства, вибори, коронація, сеймові засідання, пошуки дружини для короля, похорони правителя тощо. Політичні проблеми, яким він присвячував свої твори, були провідними темами. Зазвичай митець вибудовував дискурс, присвячений важливим подіям, у яких він брав участь як один із головних дійових осіб.
Твір «Censura candidatorum sceptri Polonici» був агітаційно-пропагандистським, створеним 1668 року перед виборами короля. У ній обґрунтовується потреба вибору королем поляка, «П'яста», згадується відповідний кандидат Михайло Корибут Вишневецький. Аргументи Ольшовського переконали шляхту, і її підтримка ідеї «П'ястів» перевершила сподівання підканцлера.
1673 року єпископ видав спеціальний трактат «De archiepiscopatu Gnesnensi», у якому обґрунтовував виконання повноважень архієпископом Ґнєзненським, значно ослаблених Тридентським собором.

### Найважливіші твори та промови
- Memoriale nomine Sacra Regiae Majestatis Poloniae et Sueciae ad… S. R. Imp. Electores, principes et ordines, 1658; видання: 1658 (з голландським перекладом); 1659; (голландський переклад Aenspraecke, ende over-gegeven Memoriael, van weghen Sijne Kon. Majt. van Poolen, Sweeden… aen de doorluchtige Heeren Keur-Fursten des H. Roomschen Rijcx, 1658 — разом із текстом латинським)
- Censura candidatorum sceptri Polonici (кілька видань), 1669 (кілька видань ); ahfywepmrbq gthtrkfl Censure ou discours politique, touchant les prétendants à la couronne de Pologne, 1669, видання (1669), Kolonia 1670; переклад голландський Censura, of oordeel over de Trachters naar de kroon van Polen, 1669
- Mowy polskie z lat 1649—1676 i innych, wyd.: J. S. Pisarski Mowca polski, t. 2, Kalisz 1676; J. Daneykowicz Ostrowski Swada polska i łacińska, t. 1, Lublin 1745
- Mowy łacińskie z lat 1665—1674 i innych, wyd. J. C. Luenig Orationes procerum Europae, t. 2, Lipsk 1713; niektóre mowy wychodziły wówczas osobno; zob. Estreicher XXIII, 341—348

### Листи та матеріали
- Do Chrystiana, księcia lignickiego, dat. w Krakowie 26 listopada 1669, wyd. A. Mosbach Wiadomości do dziejów polskich z archiwum prowincji szląskiej, Ostrów 1860, s. 353
- Korespondencja z Janem Sobieskim z lat 1668—1670, wyd. F. Kluczycki «Pisma do wieku i sprawa Jana Sobieskiego», t. 1, cz. 1 (1629—1671), Kraków 1880, Acta Historica Res Gestas Poloniae Illustrantia, t. 2
- Od Jana Sobieskiego z lat 1670—1673, wyd. A. Grabowski Ojczyste spominki w pismach do dziejów dawnej Polski, t. 2, Kraków 1845, s. 323—353
- Korespondencja, m.in. listy od A. C. Załuskiego, wyd. A. C. Załuski Epistolarum historico-familiarium tomus primus, Braniewo 1709
- Korespondencja różnych osób dot. m.in. A. Olszowskiego oraz inne dokumenty i materiały, wyd. F. Kluczycki «Pisma do wieku i sprawa Jana Sobieskiego», t. 1, cz. 1 (1629—1671), Kraków 1880; t. 1, cz. 2 (1672—1674), Kraków 1881; A. C. Załuski Epistolarum historico-familiarium…, t. 1, cz. 1, Braniewo 1709; t. 1, cz. 2, Braniewo 1710